# کانا ناکامورا
کانا ناکامورا (انگلیسی: Kanna Nakamura؛ زادهٔ October 26) صداپیشگی در ژاپن اهل ژاپن است. وی از سال ۲۰۱۸ میلادی تاکنون مشغول فعالیت بوده‌است.